# Виконт Аллендэйл
Виконт Аллендэйл (англ. Viscount Allendale) из Аллендэйла и Хексема в графстве Нортумберленд — наследственный титул в системе Пэрства Соединённого королевства.

## История
Титул виконта Аллендэйла был создан 5 июля 1911 года для либерального политика Уэнтворта Бомонта, 2-го барона Аллендэйла (1860—1923). Он был депутатом Палаты общин от Хексема (1895—1907), занимал посты вице-камергера королевского двора (1905—1907), капитана йоменской гвардии (1908—1911) и лорда-в-ожидании (1911—1916).
Титул барона Аллендэйла из Аллендэйла и Хексема в графстве Нортумберленд (Пэрство Соединённого королевства) был создан 20 июля 1906 года для его отца, йоркширского горного магната и либерального депутата парламента, Уэнтворта Бомонта (1829—1907). Сын первого виконта, Уэнтворт Генри Каннинг Бомонт, 2-й виконт Аллендэйл (1890—1956), служил лордом-лейтенантом графства Нортумберленд (1949—1956).
По состоянию на 2025 год носителем титула являлся его внук, Уэнтворт Питер Исмей Бомонт, 4-й виконт Аллендэйл (род. 1948), который сменил своего отца в 2002 году.
- Томас Уэнтворт Бомонт (1792—1848), политик, отец 1-го барона Аллендэйла. Депутат Палаты общин от Нортумберленда (1818—1826, 1830—1832), Стаффорда (1826—1830) и Северного Нортумберленда (1832—1837);
- Достопочтенный Хьюберт Бомонт (1864—1922), либеральный политик, третий сын 1-го барона Аллендэйла. Депутат Палаты общин от Истборна (1906—1910);
- Тимоти Уэнтворт Бомонт (1928—2008), внук предыдущего, председатель Либеральной партии (1967—1968), президент Либеральной партии (1969—1970). В 1967 году получил титул барона Бомонта из Уитли.

Семейная резиденция — Бивелл Холл в Бивелле и Стоксфилд Холл в Стоксфилде в графстве Нортумберленд. Им также принадлежит Бреттон Холл в Западном Йоркшире.

## Бароны Аллендэйл (1906)
- 1906—1907: Уэнтворт Блэкетт Бомонт, 1-й барон Аллендэйл (11 апреля 1829 — 13 февраля 1907), старший сын политика Томаса Вентворта Бомонта (1792—1848);
- 1907—1923: Уэнтворт Каннинг Бомонт, 2-й барон Аллендэйл (2 декабря 1860 — 12 декабря 1923), старший сын предыдущего, виконт Аллендэйл с 1911 года.

## Виконты Аллендэйл (1911)
- 1911—1923: Уэнтворт Каннинг Бомонт, 1-й виконт Аллендэйл (2 декабря 1860 — 12 декабря 1923), старший сын и преемник Вентворта Блэкетта Бомонта, 1-го барона Аллендэйла;
- 1923—1956: Уэнтворт Генри Каннинг Бомонт, 2-й виконт Аллендэйл (6 августа 1890 — 16 декабря 1956), старший сын предыдущего;
- 1956—2002: Уэнтворт Хуберт Чарльз Бомонт, 3-й виконт Аллендэйл (12 сентября 1922 — 27 декабря 2002), старший сын предыдущего;
- 2002 — настоящее время: Уэнтворт Питер Исмей Бомонт, 4-й виконт Аллендэйл (род. 13 ноября 1948), старший сын предыдущего;
  - Наследник титула: достопочтенный Уэнтворт Эмброуз Исмей Бомонт (род. 11 июня 1979), единственный сын предыдущего;
    - Наследник наследника: Вентворт Луи Каннинг Бомонт (род. 18 сентября 2013), старший сын предыдущего.